# Route M04 (Ukraine)
La route M04 était une route magistrale reliant Znamianka à Sorokyne, à la frontière entre la Russie et l'Ukraine, d'où elle était prolongée en Russie par la A260.

## Description
À l'époque de l'Union soviétique, la M04 faisait partie de la route M21. 
La route traversait quatre oblasts et se terminait au poste frontière d'Izvaryne-Donetsk.
Le tronçon de Znamianka à Debaltseve faisait partie de la route européenne 50, et le tronçon de Debaltseve à la frontière russe faisait partie de la route européenne 40. 
Le 28 avril 2021, la route M04 a été mise hors service et a fusionné avec la route M12 pour former la nouvelle route M30.

## Tracé
| Km       | Agglomérations | Carte interactive |
| -------- | -------------- | ----------------- |
| 0 km     | Znamianka      |                   |
| 34 km    | Oleksandria    |                   |
|          | Mykolaïvka     |                   |
| 202 km   | Dnipro         |                   |
| 332 km   | Petropavlivka  |                   |
| 483 km   | Donetsk        |                   |
| 530 km   | Debaltseve     |                   |
|          | Luhansk        |                   |
| 566,9 km | Frontière      |                   |

## Galerie

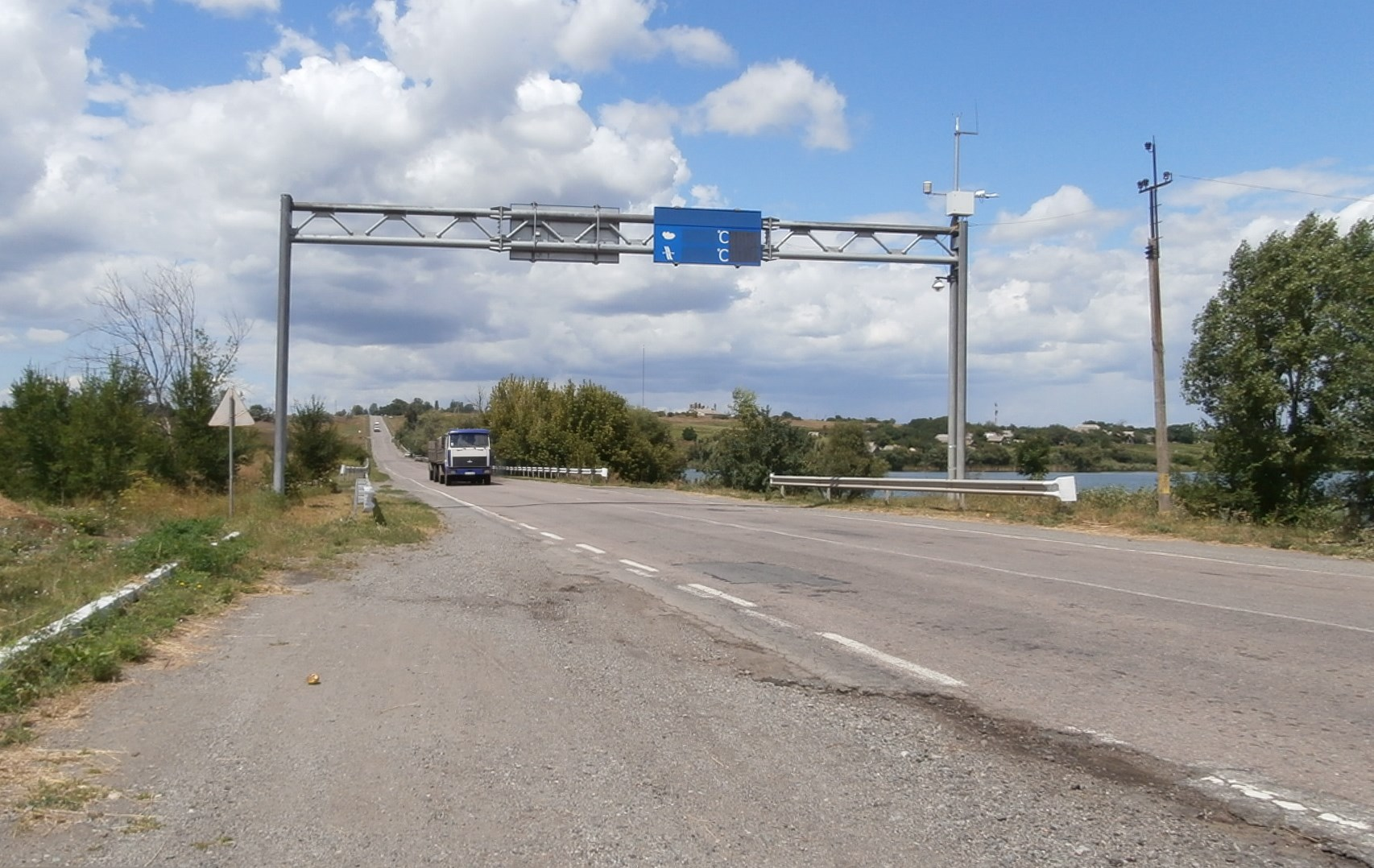
La M04 a Chovte.